# 킬러 애플리케이션

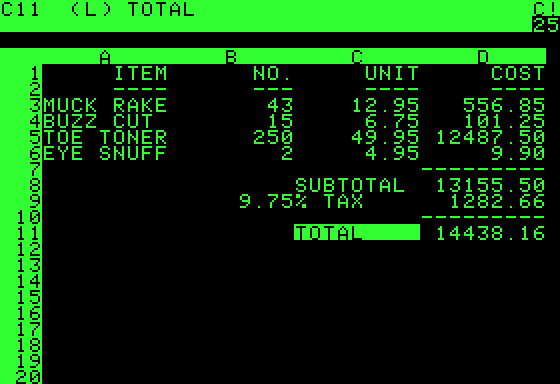

킬러 애플리케이션(killer application)이란 주로 컴퓨터 프로그래밍 소프트웨어 제품 중에 그 인기나 유용성이 아주 높아서 그 제품을 사용하기 위해서 필요한 하드웨어나 운영체제 등의 플랫폼까지도 구매하게 만들 정도로 인기와 수요가 높은 응용 프로그램 제품을 말한다. 줄여서 킬러앱(killer app)으로 부르기도 한다.
컴퓨터 이외의 분야의 상품과 서비스에도 사용되기도 하는데 콘텐츠분야에서는 필수 인기 콘텐츠를 가리켜 킬러 콘텐츠라는 용어로 바꾸어 사용되기도 한다.
킬러라는 단어 때문에 다른 경쟁 제품이 제거된다거나 기존의 시장이 다 죽고 개편된다는 식의 인식이 들어 갈 수 있으나 여기서 사용된 킬러라는 뜻은 이와는 상관이 없고 '매우 인상적이거나 또는 효율적이다'(strikingly impressive or effective)라는 의미로 사용되기 시작했다.

## 의미
단순한 상품이나 발명품의 의미를 넘어 시장을 크게 변화시키고, 나아가 사회인식과 문화코드까지 바꿔버리는 제품 또는 서비스를 통칭한다.
킬러 앱으로 불리는 제품과 기술들의 공톰점은 무엇보다 시장의 변화를 정확하게 파악하고 이에 발빠르게 대응했다는 점이다.
킬러 앱은 때로 전혀 예상치 못했던 분야에서도 나타남으로써 엄청난 부를 창출할 수 있고 초기 투자분에 대에 수백%의 수익률을 제공한다. 또한 처음 개발한 사람의 애초 의도와는 달리 뜻밖의 사회적 파장을 미치거나 경제 시스템에 새로운 활력을 불어넣는 경우가 대부분이다.  (킬러앱이란 최초로 시장에 나와 완전히 새로운 카테고리를 형성함으로써 시장을 지배하여 처음에 투자한 비용을 수십배로 회수하는 새로운 제품이나 서비스를 말한다.)
애플리케이션(application)=(응용 소프트웨어)라는 용어가 사용됐지만 그 의미가 확장되어 원래 의도했던 사용 목적을 훨씬 뛰어넘어 사회를 변화시킬 정도로 막대한 영향력을 미치는 혁신적인 상품이나 발명품을 일컫는다. (자세한 설명은 기원에서 다룸)
1. [2]기존의 사회구조, 즉, 생활방식이나 사고방식 등을 변화시킨 새로운 정보기술이나 서비스를 일컫는 말인데, 시장진입 후 완전히 새로운 카테고리를 형성하는 위력적 기술이나 서비스를 나타낸다.
2. [3]기술적으로 매우 성공한 프로그램을 뜻한다. 특히 컴퓨터 사용자의 일상적인 업무나 생활을 개션시키거나 편리하게 해주는 프로그램을 말한다.
3. [4]새로운 방식으로 과업을 수행할 수 있도록 우수한 방법을 제공함으로써 컴퓨터 사용자에게 필수가 된 컴퓨터 프로그램이나 애플리케이션으로서 경쟁 제품을 몰아내고 시장을 완전히 재편할 정도로 인기를 누리는 상품이나 서비스
4. 마케팅 측면에서 "킬러 애플리케이션"의 개념을 살펴보면, 특정 산업군에서 산출된 재화와 요역으로, 그 산업의 성장을 이끌어 내는 원동력 역할을 하는 상품이라고 할 수 있다. (킬러 애플리케이션의 역할에서 자세한 설명 예정)

## 기원
미국 월스트리트 증권가에서 미국의 주식 투자가들이 실리콘밸리나 보스턴의 테크놀로지 센터 같은곳에서 만들어진 소프트웨어 '둠'이나 블리자드의 게임 소프트웨어 '스타크래프트' 등을 일컬어 '킬러 애플리케이션'이라고 부르면서 알려졌고, 1999년 미국 노스웨스턴대학의 래리 다운스 교수와 비즈니스 전문지 편집장인 춘카 무이가 '킬러 애플리케이션'이라는 저서를 발표하면서 널리 사용되기에 이르렀다.
현재는 원래 의도했던 사용 목적을 훨씬 뛰어넘어 사회를 변화시킬 정도로 막대한 영향력을 미치는 혁신적인 상품이나 발명품을 일컫는 말로 쓰인다. (테크놀로지의 역사는 극적이고 예측불가능한 결과의 역사였다. 아징쿠르 전투에서 프랑스 군대를 전멸시켜 결국 봉건시대의 종말을 가져온 웨일즈족의 큰 활에서부터 에디슨의 백열전구에 이르기까지 변호는 천천히, 점진적으로 일어나는 것이 아니라 비연속적이고 큰 폭으로 일어나는 경우가 대부분이었다. 활, 도르래, 컴퍼스, 안경, 활자, 증기기관, 조면기, 아스팔트, 포드자동차의 T모델, 엘리베이터, 건축용 철근, 원자폭탄 등의 발명품들은 원래의 사용 목적을 훨씬 뛰어넘어 사회적, 경제적, 정치적으로 엄청난 영향을 끼쳤다.
실리콘 밸리, 보스톤 128번 도로와 같은 테크놀로지 센터들을 중심으로 성공한 주식투자가들은 그와 같은 발명품들을 '킬러 애플리케이션(killer application)' 또는 애칭으로 '킬러앱(Killer App)'이라고 부른다,)

## 대표적 사례
1. 아날로그 수신기에서 쌍방향 통신의 휴대폰으로, 기존 휴대폰에서 모바일 인터넷을 활용한 스마트폰으로의 변화
2. 문자메시지에서 모바일 인터넷을 활용한 메시지 전송의 카카오톡으로의 변화
3. 증강현실 게임 '포켓몬고', 증강현실 기술이 소비자들에게 익숙해지게 만드는 역할을 했으며 한 때 대한민국에서 유일하게 서비스가 가능했던 속초로 가는 속초행 티켓을 구할 수 없을 정도로 선풍적인 인기를 끌었다. 실제 사람들은 추운 겨울에도 거리로 나와 포켓몬 고를 즐기는 모습을 보였다. 새로운 스마트폰 게임 형태를 이끌어냈다는 점에서 큰 의미를 가진다.
4. 필름 저장식의 카메라에서 디지털 파일 저장식으로의 변화인 디지털 카메라
5. 컴퓨터의 발달로 인해 사람들의 생활이 완전히 달라졌다.
6. 필사로 책을 만들던 방식에서 금속활자 찍어내는 방식으로의 변화, 실제로 요하네스 구텐베르크로 인해 성경값이 10분의 1 수준으로 떨어져 대중화를 이루었고 이것은 당시 사회의 큰 변화를 일으켰다 (활판 인쇄술이 서양사에 미친 영향: 구텐베르크는 활판 인쇄술로 불가타 성서(구텐베르크 성서)를 대량 인쇄하여, 성직자와 지식인들만 읽을 수 있었던 성서를 대중화시켰다. 당시 성서를 비롯한 책들은 필사본이라 수량이 적어서 가격이 매우 비싸고 구하기가 힘들었지만, 활판 인쇄술이 서양에 등장하면서 책의 대량 생산이 가능해졌고 많은 사람들이 이전보다 쉽게 책과 접할 수 있게 되었다. 대량 생산된 책 중에는 그리스와 로마의 고전 작품도 있었고 이것은 르네상스의 밑거름이 되었다. 이 외에 활판 인쇄술은 대중 매체의 한 종류로서의 신문이 탄생하는 데에 기여를 했다. 마르틴 루터는 로마 가톨릭의 면죄부 판매를 비판하기 위해 95개조 반박문을 써서 비텐베르크 성(城) 교회의 문에 붙였다. 이 글은 활판 인쇄술에 의해 대량으로 인쇄되어 두 주 만에 독일 전역에, 두 달 만에 유럽 전역에 퍼졌다고 한다. 결과적으로 구텐베르크의 인쇄술이 면죄부 판매를 비판하는 논리를 널리 퍼트려 종교 개혁의 불씨를 지폈다고 할 수 있다.)
7. VisiCalc라고 불리던 스프레드시트 프로그램이 있었으며, 그 후에는 로터스 1-2-3가 뒤를 이었다. 이러한 스프레드시트 프로그램의 사용은 부서 차원의 중소규모 업무에 PC를 도입하게 하는데 결정적인 도움을 주었다.
8. 딥 러닝 알고리즘, 얼마 전 세계적으로 큰 이슈였던 이세돌과 바둑대결을 했던 알파고가 대표적인 딥 러닝 알고리즘이다. 현재 일부 뉴스기사를 딥 러닝 알고리즘이 쓰는 등 여러분야에서 딥 러닝 알고리즘이 활용될 예정이다. 제 4차산업혁명을 이끄는 핵심기술 중 하나이다.
9. 증기기관
10. 텔레비전
11. 나침반
12. 컴퍼스
13. 원자폭탄
14. 전구
15. 도르레
16. 전자상거래

## 킬러 애플리케이션의 역할
킬러앱은 기존 시장을 장악하고 있는 사람들에게는 불청객이나 다름없다. 장기적인 관점에서는 사회의 발전을 이루고 소비자들에게 더 나은 서비스를 제공하지만 과도기 단계에서는 큰 혼란을 가져오며 기존 업계 사람들의 반발도 심한 편이다.  (다국적 대기업의 임원들인 우리의 고객들에게는 킬러앱들이 그다지 달가운 존재로 여겨지지 않는다. 킬러앱들은 전혀 무관한 기존의 제품들을 시장에서 쫓아내거나 무관해 보이는 산업들조차 파괴하고 재구성하며 협력업체, 경쟁사, 고객, 시장 지배자들 사이의 복잡한 관계에 혼돈을 가져오기 때문이다.)
기술적으로 의미있는 제품이지만 킬러 앱이 존재하지 않아 시장에서 성공하지 못하고 있는 제품도 존재한다. (EX> 웨어러블 기기 등)
반대로, 킬러 애플리케이션이 특정 기술 붐을 일으켰지만 그에 따른 뒷받침이 제대로 되지 않아 역사의 뒤안길로 사라지는 경우도 있다.

## 같이 보기
- 콘텐츠 (미디어)
- 애플리케이션 (응용 소프트웨어)